# Trilogia das novas familias
 (octobre 2012).
Pour plus de détails, voir Fiche technique et Distribution.
Trilogia das novas familias est un film documentaire mozambicain réalisé en 2008.

## Synopsis
La Trilogie des nouvelles familles consiste en trois courts documentaires qui montrent les visages et font entendre les voix des enfants orphelins du sida. Cette œuvre d’Isabel Noronha met en évidence le phénomène de désintégration du tissu socio-familial au Mozambique pour cause du sida qui, bien qu’il représente une réalité de plus en plus alarmante, passe très souvent inaperçu.

## Fiche technique
- Réalisation : Isabel Noronha
- Production : Ebano Multimedia
- Image : Karl Sousa
- Son : Gabriel Mondlane
- Montage : Orlando Mesquita